# Ritsu Dōan
Ritsu Dōan (堂安律 Doan Ritsu?), född 16 juni 1998, är en japansk fotbollsspelare som spelar för SC Freiburg. Han spelar även för det japanska landslaget.

## Klubbkarriär
Den 30 augusti 2019 värvades Dōan av PSV Eindhoven, där han skrev på ett femårskontrakt. I september 2020 lånades Dōan ut till tyska Arminia Bielefeld på ett låneavtal över säsongen 2020/2021. Den 5 juli 2022 värvades Dōan av tyska SC Freiburg.

## Landslagskarriär
I november 2022 blev Dōan uttagen i Japans trupp till VM 2022.